# روني شروق
روني شروق (بالعبرية: רוני שורוק‏)؛ (24 فبراير 1946) هو لاعب كرة قدم إسرائيلي سابق، لعب مع المنتخب الإسرائيلي بين عامي 1969 و 1970، وكان ضمن تشكيلة المنتخب الإسرائيلي لكأس العالم 1970.

## روابط خارجية
- روني شروق على موقع الاتحاد الدولي (مؤرشف)  (الإنجليزية)
- روني شروق على موقع قاعدة بيانات كرة القدم.إي يو (الإنجليزية)
- روني شروق على موقع ناشيونال فوتبول تيمز (الإنجليزية)
- روني شروق على موقع عالم كرة القدم.نت (الإنجليزية)